# Alena Matejka
Alena Matejka (Alena Matějková) född 26 januari 1966 i Jindřichův Hradec, är  en tjeckisk konstnär som arbetar med tredimensionella arbete, oftast i material av sten och glas. Hon designar även konsthantverk, i synnerhet med glas som huvudmaterial. Hon är gift med den svenska skulptören Lars Widenfalk.
Alena Matejka har deltagit i många utställningar, särskilt i Tjeckien, men också i flera andra länder, främst i Europa. Hon har varit involverad i flera projekt och deltagit i flera symposier, bland annat med ett arbete i is och snö i Luleå Winter-biennalen, Luleå.